# Louise Beavers
Louise Beavers (Cincinnati, 8 de març del 1902 - Los Angeles, 26 d'octubre del 1962) fou una actriu de cinema i televisió afroamericana estatunidenca. Louise Beavers va aparèixer en desenes de pel·lícules des dels anys vint fins als seixanta del segle xx, sobretot en els rols de criada, serventa o esclava. Louise Beavers era membre de la germandat Sigma Gamma Rho, una de les quatre germandats de dones negres americanes.

## Biografia
Després d'acabar la secundària a l'escola Pasadena High School, va començar a treballar com a empleada domèstica de l'actriu Leatrice Joy, que la va ajudar a ser contractada en una pel·lícula muda: La cabana de l'oncle Tom, en la qual va actuar de típica cuinera negra, grossa i còmica.
Louise Beavers va començar la seva carrera en els anys vint, durant l'època en què els Estats Units mantenia el segregacionisme racista que afectava tots els seus ciutadans negres (no se'ls permetia votar, havien de baixar de la vorera quan s'encreuaven amb una persona amb pell més clara, havien d'aixecar-se i lliurar el seient en l'autobús davant la presència d'un blanc, etc.). En les pel·lícules nord-americanes els negres estatunidencs estaven atrapats en els mateixos tipus de rols secundaris que tenien en la vida real. Louise Beavers va exercir el paper de dida negra (mummy) en moltes de les pel·lícules en què va actuar. Va començar a ser important en el món de l'actuació després de representar el paper de Julia en la pel·lícula Coquette, protagonitzada per Mary Pickford. En aquesta pel·lícula va tornar a interpretar la nodrissa i figura materna d'una jove blanca.
Louise Beavers tenia una personalitat atractiva, i sovint exercia el paper de la persona madura negra que ajudava el protagonista blanc a evolucionar en el transcurs de la pel·lícula. En la majoria dels llargmetratges en què va actuar, el seu paper era escrit de manera que servís ―com era habitual amb els personatges negres estatunidencs de l'època― com un factor d'alleujament còmic o de servitud.

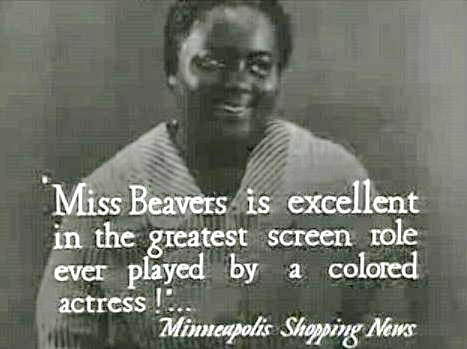
Louise Beavers en la pel·lícula Imitation of life (1934)

En 1934, Louise Beavers va fer el paper de Delilah a la pel·lícula Imitació a la vida, un paper de protagonista que no va ser ofuscat per cap actor o actriu blanca. Aquí va fer una altra vegada de serventa negra, però en lloc de l'estereotip habitual de submissió, el paper de Delilah tenia el mateix rang que els papers dels actors blancs. El públic va reaccionar positivament davant l'actuació de Louise Beavers. Això no va significar sols un gran avenç per a la carrera de Beavers, sinó que també fou «la primera vegada en la història del cinema nord-americà en què es va donar un gran pes emocional als problemes d'una persona negra en una pel·lícula important de Hollywood». Alguns mitjans de comunicació van reconèixer per primera vegada la injustícia del doble estàndard de Hollywood en relació amb els actors i actrius negres. Per exemple, la revista Califòrnia Graphic Magazine va escriure: «L'Acadèmia no va poder reconèixer la senyoreta Beavers: és una negra!».
Louise Beavers, que es crià al nord dels Estats Units i a Califòrnia, va haver d'aprendre a parlar amb l'accent dels negres del sud, per complir amb l'estereotip. Alguns la van criticar pels papers que acceptava, al·legant que aquests rols naturalitzaven el segregacionisme racista. Beavers va desestimar aquestes crítiques, explicant que una actriu negra tenia poques oportunitats, i afegia: «Jo només estic fent els rols: no els visc». Quan es va fer més famosa, Louise Beavers va començar a parlar ―tant durant la producció de les pel·lícules com en la seva promoció― en contra del tractament que Hollywood donava als negres estatunidencs.
A diferència de l'actriu Hattie McDaniel, Louise Beavers no estava grassa i havia de menjar de més per poder seguir sent acceptada en el paper de la grossa i simpàtica serventa negra. Això li acabaria creant problemes de salut en els seus últims anys.
Més endavant en la seva carrera, Beavers es va tornar activa en la vida política dels Estats Units i va començar a defensar els drets dels negres estatunidencs. Va recolzar Robert S. Abbott, l'editor del diari Chicago Defender, que lluitava pels drets civils dels afroamericans. També va recolzar el candidat Richard Nixon, que havia fet creure als afroamericans que els ajudaria en la seva lluita pels drets civils, promesa que no va acomplir pas.

## Matrimoni

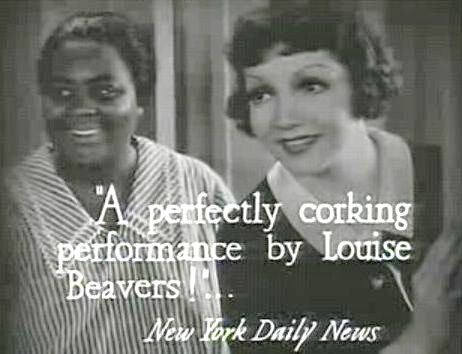
Louise Beavers amb l'actriu Claudette Colbert en la pel·lícula Imitation of life (1934)

El 1936, Louise Beavers es va casar amb Robert Clark, que va esdevenir el seu patrocinador i la va ajudar a gestionar la seva carrera. Ella no sols va treballar en pel·lícules de Hollywood, sinó també en gires teatrals que duraven fins a vint setmanes, i es duien a terme anualment.
Beavers i Clark després es van divorciar i es van tornar a casar.
El 1947 ell la va deixar per una ballarina més jove.
Molt més tard, el 1952, Louise Beavers es va casar amb Leroy Moore, que ―segons quina font ho esmenti― era dissenyador d'interior o xef. Louise hi va estar casada amb aquest fins a la seva mort el 1962. No va tenir fills.

## Mort
En la seva vida adulta, l'actriu va patir molts problemes de salut derivats de l'obesitat, com la diabetis. Va morir el 26 d'octubre del 1962, als 60 anys, després d'un atac al cor, a l'hospital Cedars of Lebanon, de Los Angeles, en el desè aniversari de la mort de Hattie McDaniel, la primera actriu afroamericana que va guanyar un Oscar.
Fou enterrada al costat de la seva mare, E. Monroe Beavers, al cementiri Evergreen, a Los Angeles.
En 1976, Beavers va ser inclosa en el Saló de la Fama dels Cineastes Negres.

## Filmografia
- 1923: The Gold Diggers
- 1927: Uncle Tom's Cabin
- 1929: Election Day, extra.
- 1929: Coquette
- 1929: Glad Rag Doll.
- 1929: Gold Diggers of Broadway.
- 1929: Barnum Was Right.
- 1929: Wall Street.
- 1929: Nix on Dames.
- 1930: Second Choice
- 1930: Wide Open.
- 1930: She Couldn't Say No.
- 1930: True to the Navy.
- 1930: Safety in Numbers.
- 1930: Back Pay.
- 1930: Recaptured Love.
- 1930: Our Blushing Brides.
- 1930: Manslaughter.
- 1930: Outside the Law.
- 1930: Bright Lights.
- 1930: Paid.
- 1931: Scandal Sheet
- 1931: Millie.
- 1931: Don't Bet on Women.
- 1931: Six Cylinder Love.
- 1931: Up for Murder.
- 1931: Party Husband.
- 1931: Annabelle's Affairs.
- 1931: Sundown Trail.
- 1931: Reckless Living.
- 1931: Girls About Town.
- 1931: Heaven on Earth.
- 1931: Good Sport.
- 1931: Ladies of the Big House.
- 1932: You're Telling Me, extra.
- 1932: Hesitating Love, extra.
- 1932: The Greeks Had a Word for Them.
- 1932: The Expert.
- 1932: It's Tough to Be Famous.
- 1932: Young America.
- 1932: Night World.
- 1932: The Midnight Lady.
- 1932: The Strange Love of Molly Louvain.
- 1932: Street of Women.
- 1932: The Dark Horse.
- 1932: What Price Hollywood?.
- 1932: Unashamed.
- 1932: Divorce in the Family.
- 1932: Hell's Highway
- 1932: Wild Girl.
- 1932: Too Busy to Work.
- 1933: The Midnight Patrol (en una escena esborrada).
- 1933: Grin and Bear It, extra.
- 1933: She Done Him Wrong.
- 1933: Her Splendid Folly.
- 1933: Girl Missing.
- 1933: 42nd Street.
- 1933: The Phantom Broadcast.
- 1933: Pick-Up.
- 1933: Central Airport.
- 1933: The Big Cage.
- 1933: What Price Innocence?.
- 1933: Midnight Mary.
- 1933: Hold Your Man.
- 1933: Her Bodyguard.
- 1933: A Shriek in the Night.
- 1933: Notorious But Nice.
- 1933: Bombshell.
- 1933: Only Yesterday.
- 1933: In the Money.
- 1933: Jimmy and Sally.
- 1934: Joe Palooka (Palooka)
- 1934: Bedside.
- 1934: I've Got Your Number.
- 1934: Gambling Lady.
- 1934: A Modern Hero.
- 1934: The Woman Condemned.
- 1934: Registered Nurse.
- 1934: Glamur.
- 1934: I Believed in You.
- 1934: Cheaters.
- 1934: Merry Wives of Ren.
- 1934: The Merry Frinks.
- 1934: Dr. Monica.
- 1934: I Give My Love.
- 1934: Beggar's Holiday.
- 1934: Imitation of Life.
- 1934: West of the Pecos.
- 1934: Million Dollar Baby.
- 1935: Annapolis Farewell
- 1936: Bullets or Ballots.
- 1936: Wives Never Know.
- 1936: General Spanky.
- 1936: Rainbow on the River.
- 1937: Make Way for Tomorrow
- 1937: Wings Over Honolulu.
- 1937: Love in a Bungalow.
- 1937: The Last Gangster.
- 1938: Scandal Sheet
- 1938: Life Goes On.
- 1938: Brother Rat.
- 1938: The Headleys at Home.
- 1938: Peck's Bad Boy with the Circus.
- 1939: Made for Each Other
- 1939: The Lady's from Kentucky.
- 1939: Reform School.
- 1940: Parole Fixer
- 1940: Women Without Names.
- 1940: No Time for Comedy.
- 1940: I Want a Divorce.
- 1941: Virginia
- 1941: Sign of the Wolf.
- 1941: Kisses for Breakfast.
- 1941: Belle Starr.
- 1941: Shadow of the Thin Man.
- 1942: The Vanishing Virginian.
- 1942: Young America.
- 1942: Reap the Wild Wind.
- 1942: Holiday Inn.
- 1942: The Big Street.
- 1942: Seven Sweethearts.
- 1943: Good Morning, Judge
- 1943: DuBarry Was a Lady.
- 1943: All by Myself.
- 1943: Top Man.
- 1943: Jack London.
- 1943: There's Something About a Soldier.
- 1944: Follow the Boys
- 1944: South of Dixie.
- 1944: Dixie Jamboree.
- 1944: Barbary Coast Gent.
- 1945: Delightfully Dangerous
- 1946: Young Widow
- 1946: Lover Come Back.
- 1947: Banjo
- 1948: Mr. Blandings Builds His Dream House
- 1948: A Southern Yankee.
- 1948: Good Sam.
- 1948: For the Love of Mary.
- 1949: Tell It to the Judge
- 1950: Girls' School.
- 1950: The Jackie Robinson Story.
- 1950: My Blue Heaven.
- 1952: Never Wave at a WAC.
- 1952: Colorado Sundown.
- 1952: I Dream of Jeanie.
- 1956: Good-bye, My Lady.
- 1956: You Can't Run Away from It.
- 1956: Teenage Rebel.
- 1957: Tammy and the Bachelor.
- 1958: The Goddess
- 1960: All the Fine Young Cannibals
- 1960: The Facts of Life.